# AC 어댑터

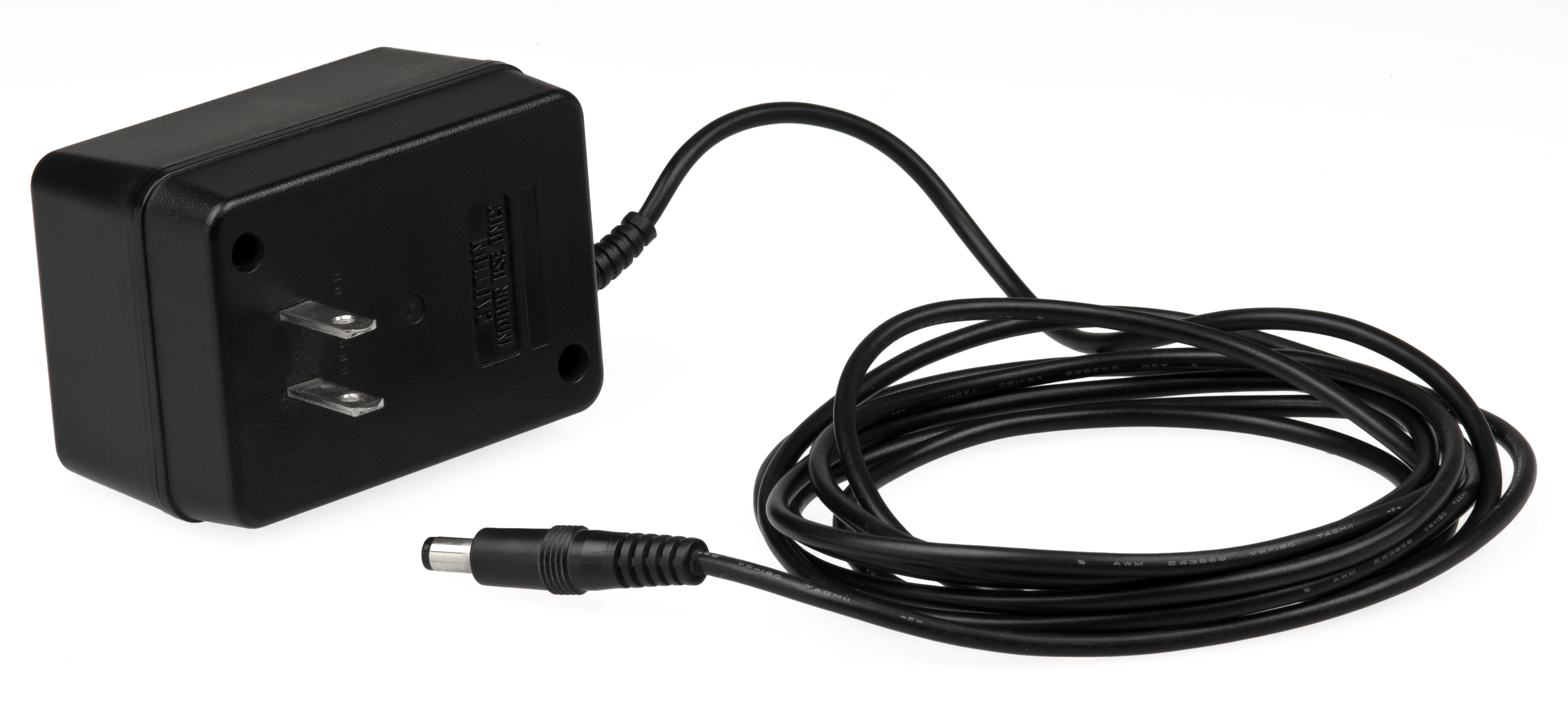

AC 어댑터 또는 AC/DC 어댑터는 외부 전원 공급 장치의 일종으로, AC 플러그와 유사한 케이스에 들어 있는 경우가 많다. AC 어댑터는 주 전원 자체에서 전압과 전력을 끌어오는 내부 부품이 없는 장치에 전력을 공급한다. 외부 전원 공급 장치의 내부 회로는 내장 또는 내부 전원 공급 장치에 사용되는 설계와 매우 유사한 경우가 많다.
전지 구동 장비와 함께 사용할 경우 어댑터는 일반적으로 장비에 전원을 공급할 뿐만 아니라 배터리를 충전한다.
내부 전원 공급 장치가 필요하지 않다는 점 외에도 어댑터는 유연성을 제공한다. 장치는 다른 어댑터를 사용하여 120VAC 또는 230VAC 주전원, 차량 배터리 또는 항공기 배터리에서 전력을 끌어올 수 있다. 위험한 120V 또는 240V 주 전원이 사용자가 취급하는 기기에 들어가기 전에 벽면 콘센트에서 더 낮고 안전한 전압으로 변환되므로 안전은 또 다른 이점이 될 수 있다.

## 같이 보기
- 콘센트
- 어댑터
- 전원 공급 장치
- 맥세이프
- 전력 MOSFET
- 전원 공급 장치
- 전원 공급 장치 (컴퓨터)
- 정류기
- 스위치 모드 파워 서플라이
- USB
- 변압기
- 전원 공급 장치 (컴퓨터)
- USB-C
- 인버터